# José Lupiáñez y Carrasco
José Lupiáñez Carrasco (Málaga, 1864-Madrid, 26 de marzo de 1938) fue un pintor paisajista español. 

## Vida

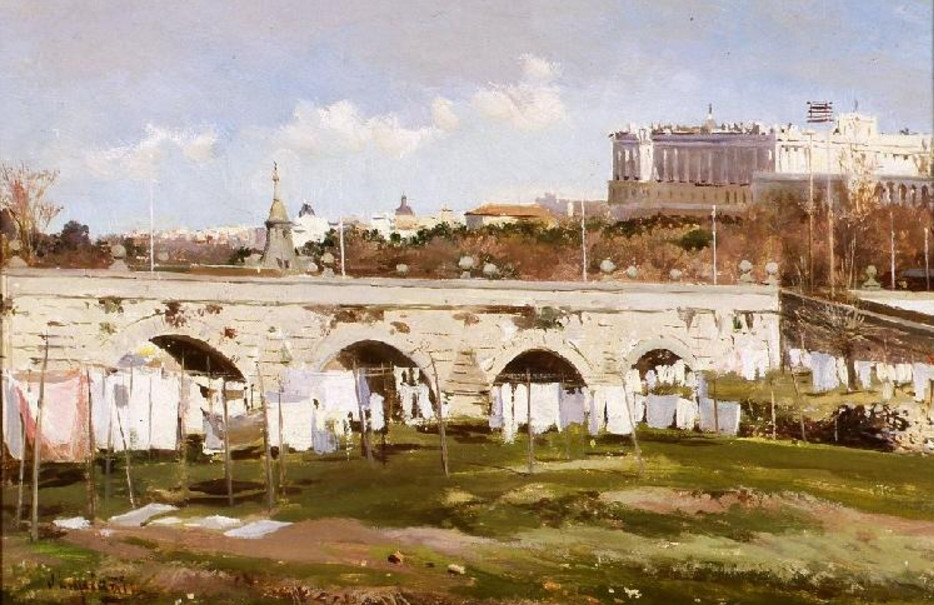
Lavaderos junto al Puente de Segovia, por José Lupiáñez y Carrasco. Óleo sobre tabla. 24 x 35 cm. Museo de Historia de Madrid.

José Lupiáñez Carrasco nació en Málaga y fue hijo de José Lupiáñez, natural de Mijas (Málaga) y de Carmen Carrasco, nacida en Casarabonela (Málaga). A temprana edad comenzó a trabajar con su padre, de profesión ferroviario, y pronto destacó por sus dotes artísticas. Uno de sus jefes vio sus dibujos y aconsejó a su familia que le enviara a estudiar a una escuela de arte. En 1879 inició sus estudios en la Escuela de Bellas Artes de Santa Isabel de Hungría en Sevilla, siendo sus profesores Manuel Cabral Aguado-Bejarano (1827-1891) y Manuel Barrón y Carrillo (1814-1884) [1]. Estudió también en la Escuela de Bellas Artes de San Telmo de Málaga [2-4] y en un principio fue pensionado por el marqués Joaquín de la Gándara y Navarro (1815-1880) para que continuara sus estudios [1]. Pero su mecenas murió pronto y con ello se acabó la ayuda. Sin embargo, y a pesar de las dificultades económicas, Lupiáñez ingresó en 1882 en la prestigiosa Escuela Especial de Pintura, Escultura y Grabado de San Fernando en Madrid [2,4]. Por aquel entonces impartía clase allí el famoso pintor paisajista Carlos de Haes, quien le animó a que presentara varios dibujos al carbón y óleos. Lupiáñez cursó en la Escuela de San Fernando varias asignaturas durante los cursos 1882-1883 y 1883-1884, entre ellas las de Paisaje elemental y Paisaje superior, en las que obtuvo la calificación de medalla y accésit, respectivamente. 
Después de su paso por la Academia de Bellas Artes de San Fernando, José Lupiáñez continuó residiendo en Madrid. Se casó con Elisa Pérez Alarcó y tuvo seis hijos: José, Juan, Francisco, Antonio,  Elvira y Carmen. Permaneció el resto de su vida en Madrid, pintando principalmente lugares de la ciudad y alrededores, como El Escorial, la Sierra de Guadarrama y Aranjuez. Pudo ganarse la vida y mantener a su familia vendiendo sus cuadros a coleccionistas y aficionados al arte, entre los que se encontraban la reina María Cristina y el conde de Romanones. Se sabe que en una ocasión viajó a Buenos Aires, invitado por alguno de sus representantes con el fin de presentarle a clientes argentinos. Además, participó regularmente en exposiciones colectivas de arte nacionales e internacionales y presentó también sus obras en exposiciones individuales, como la inaugurada en mayo de 1914 en el prestigioso Salón Iturrioz de Madrid. Todo ello muestra que Lupiáñez estuvo bien relacionado dentro del mundo artístico y que su pintura fue apreciada en su época. José Lupiáñez murió el 26 de marzo de 1938 a los 73 años de edad en su domicilio de la calle Lope de Vega, 47.

## Obra

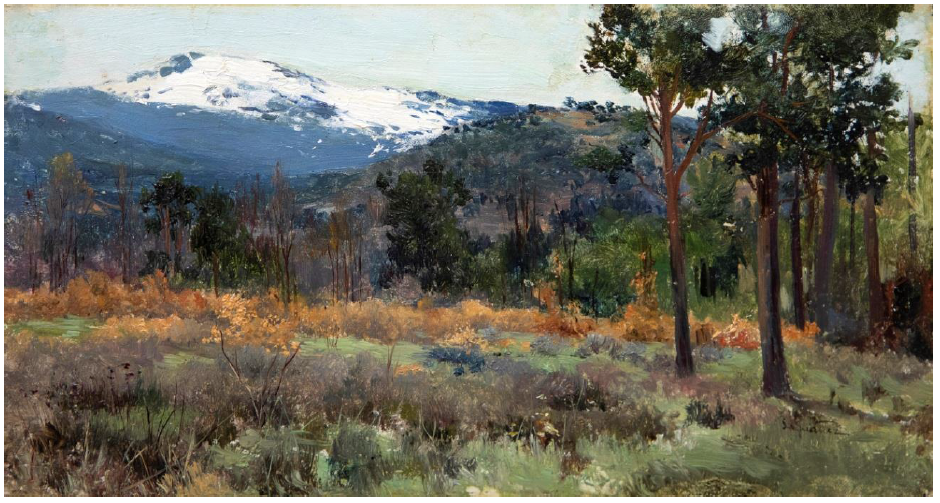
Sierra de Guadarrama. José Lupiáñez. Óleo sobre tabla. 13,5 x 25,5 cm Colección particular.

La obra de José Lupiáñez Carrasco se enmarca en la tradición de pintores paisajistas españoles del siglo XIX, uno de cuyos máximos representantes fue Carlos de Haes. La influencia de Carlos de Haes es evidente en la pintura de Lupiáñez, sobre todo en la elección de los temas, casi siempre paisajes solitarios sin apenas construcciones ni figuras humanas. Los óleos de José Lupiáñez son generalmente de formato pequeño, pintados directamente del natural en una o dos sesiones y suelen mostrar campos, montañas, bosques y caminos con una gran variedad de matices de color y luz. Resultan también muy interesantes los numerosos dibujos y bocetos de paisajes que realizó Lupiáñez sobre temas muy semejantes a los de sus óleos. Entre sus obras destacan las que representan las montañas y valles de la Sierra de Guadarrama y los alrededores de Madrid. Lupiáñez fue un pintor muy prolífico y dejó una vasta obra que se encuentra muy repartida entre numerosos coleccionistas particulares e instituciones. Actualmente, se conservan cuadros y dibujos de José Lupiáñez en el Museo de la Historia de Madrid (antes Museo Municipal), en La Academia de Bellas Artes de San Fernando (Madrid) y en el Museo de Arte Moderno y Contemporáneo de Santander y Cantabria (Santander), entre otras instituciones.               

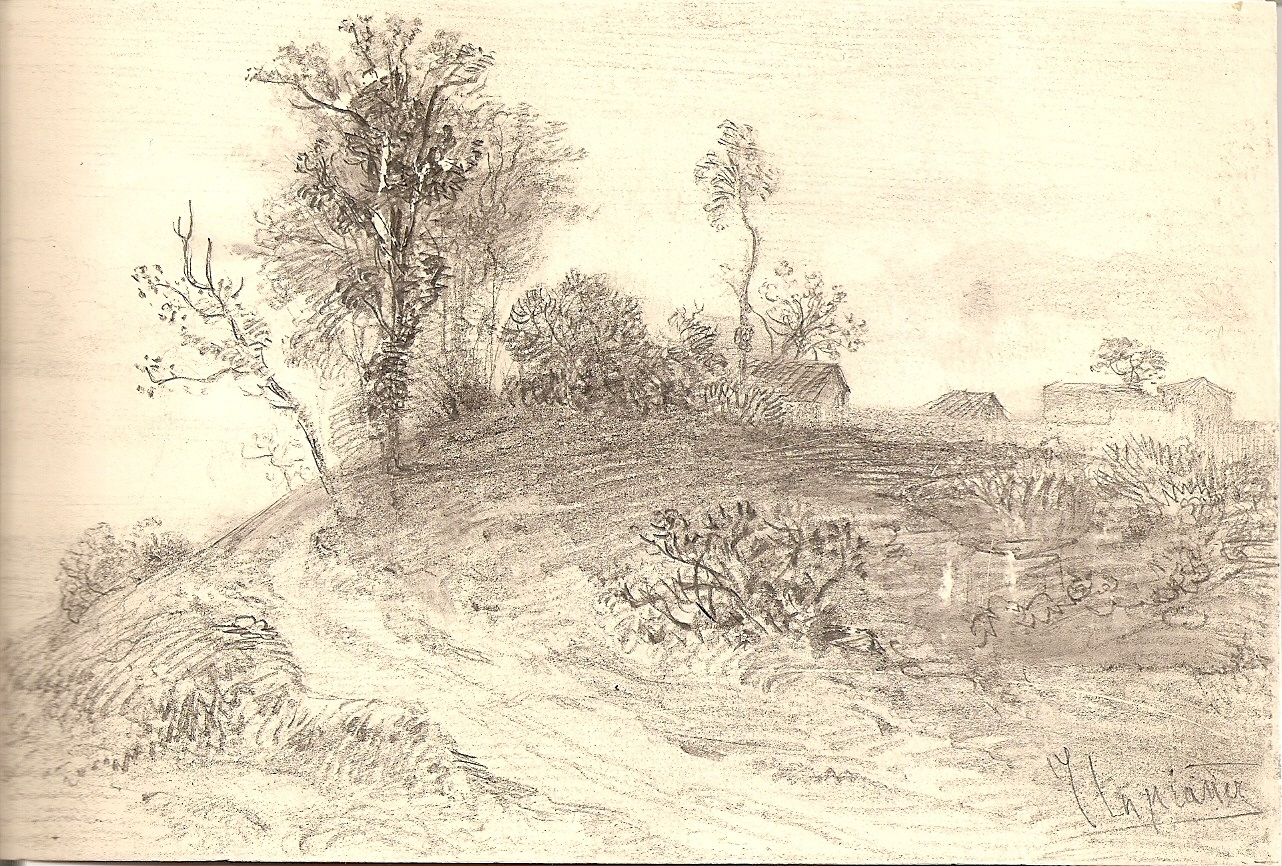
Paisaje con camino. José Lupiáñez. Dibujo a lápiz. 11 x 16,2 cm. Colección particular.

Según se menciona en diversas notas biográficas publicadas, José Lupiáñez presentó las siguientes obras en Exposiciones Nacionales de Bellas Artes [2,4-6]:
1884.- Cercanías de Aranjuez y un dibujo de paisaje al carbón.
1890.- Impresión (paisaje)
1892.- Fragmento de un patio (Toledo)
1901.- Puente de San Martín de Toledo y Estudio del natural de la Moncloa
1910.-Sierra, Puerta de la huerta de los frailes y El monasterio desde la Presa.

Las obras de José Lupiáñez obtuvieron también menciones honoríficas en las exposiciones de Cádiz (1888) y Filadelfia (1889).

## Galería

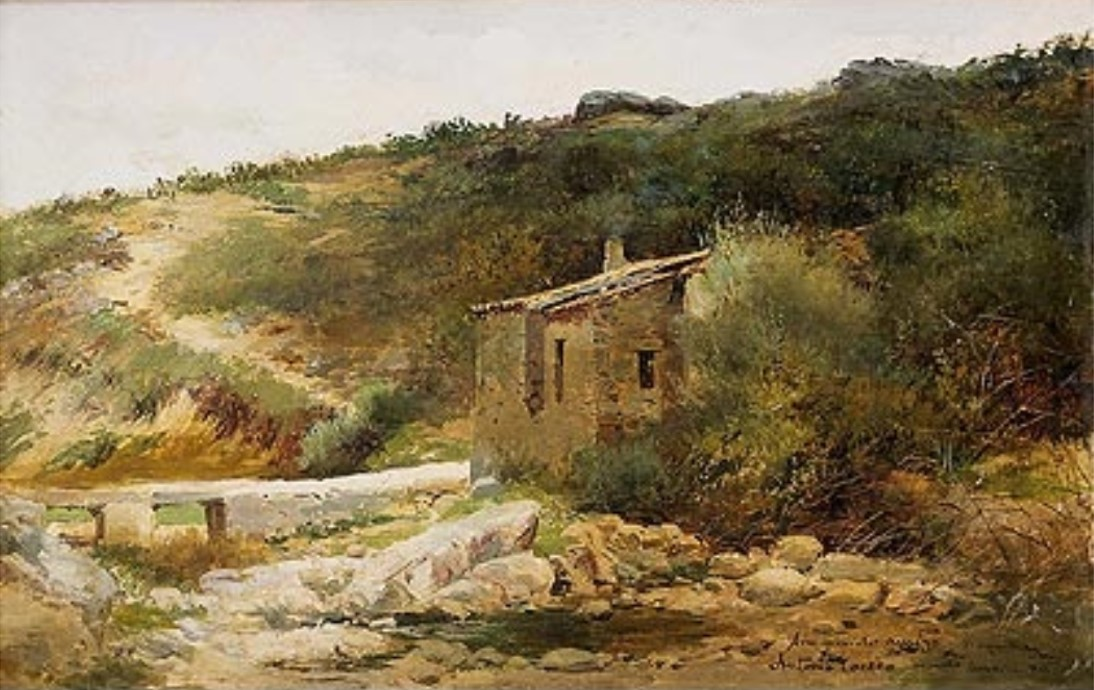
Paisaje de Cercedilla (1901), de José Lupiañez y Carrasco.
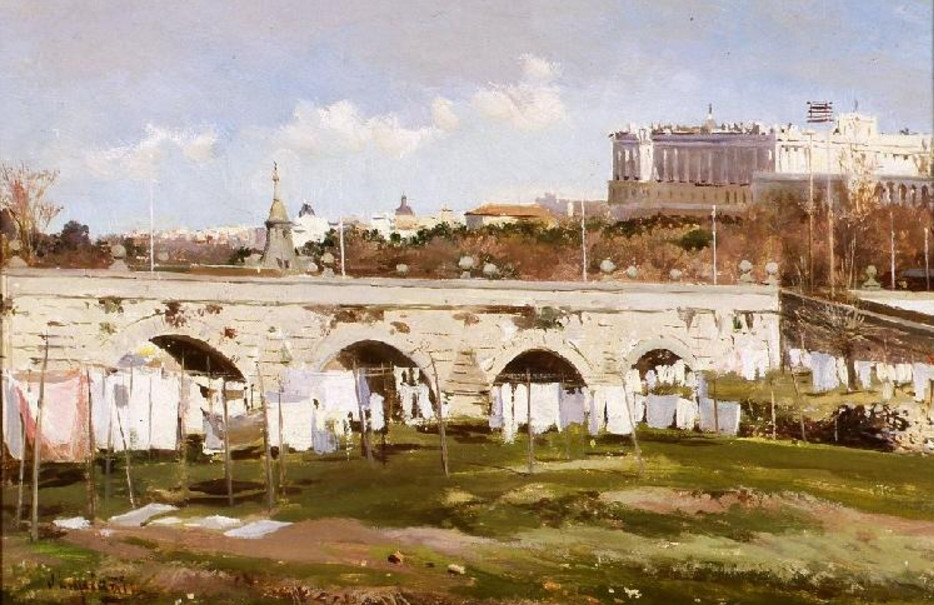
Lavaderos junto al Puente de Segovia, por José Lupiáñez y Carrasco. Óleo sobre tabla. 24 x 35 cm.
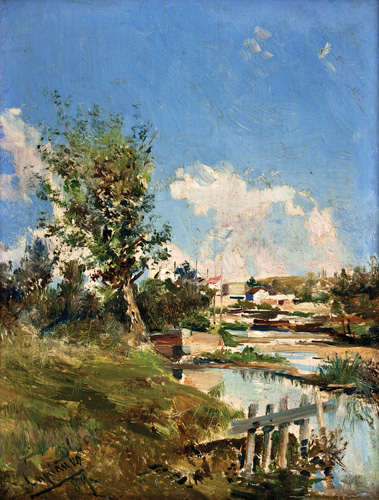
Ribera del Manzanares (1889), obra de José Lupiáñez y Carrasco.
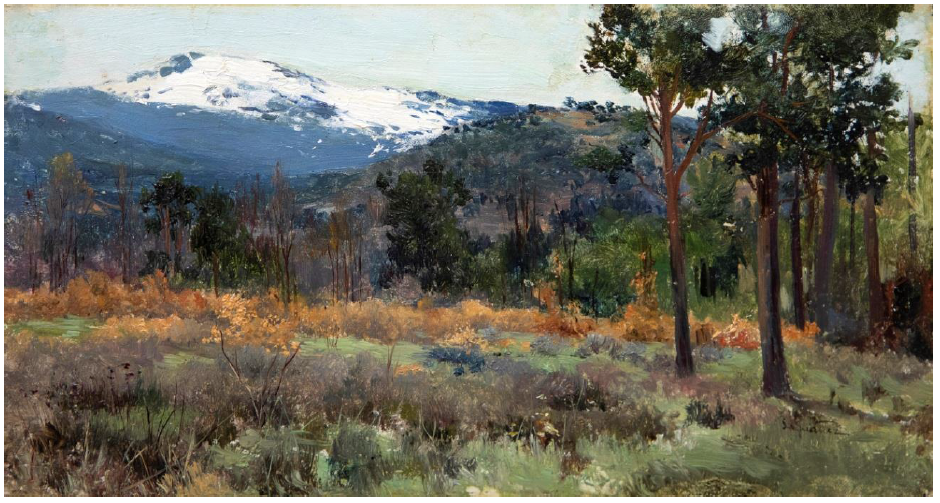
Sierra de Guadarrama. José Lupiáñez y Carrasco. Óleo sobre tabla. 13,5 x 25,5 cm
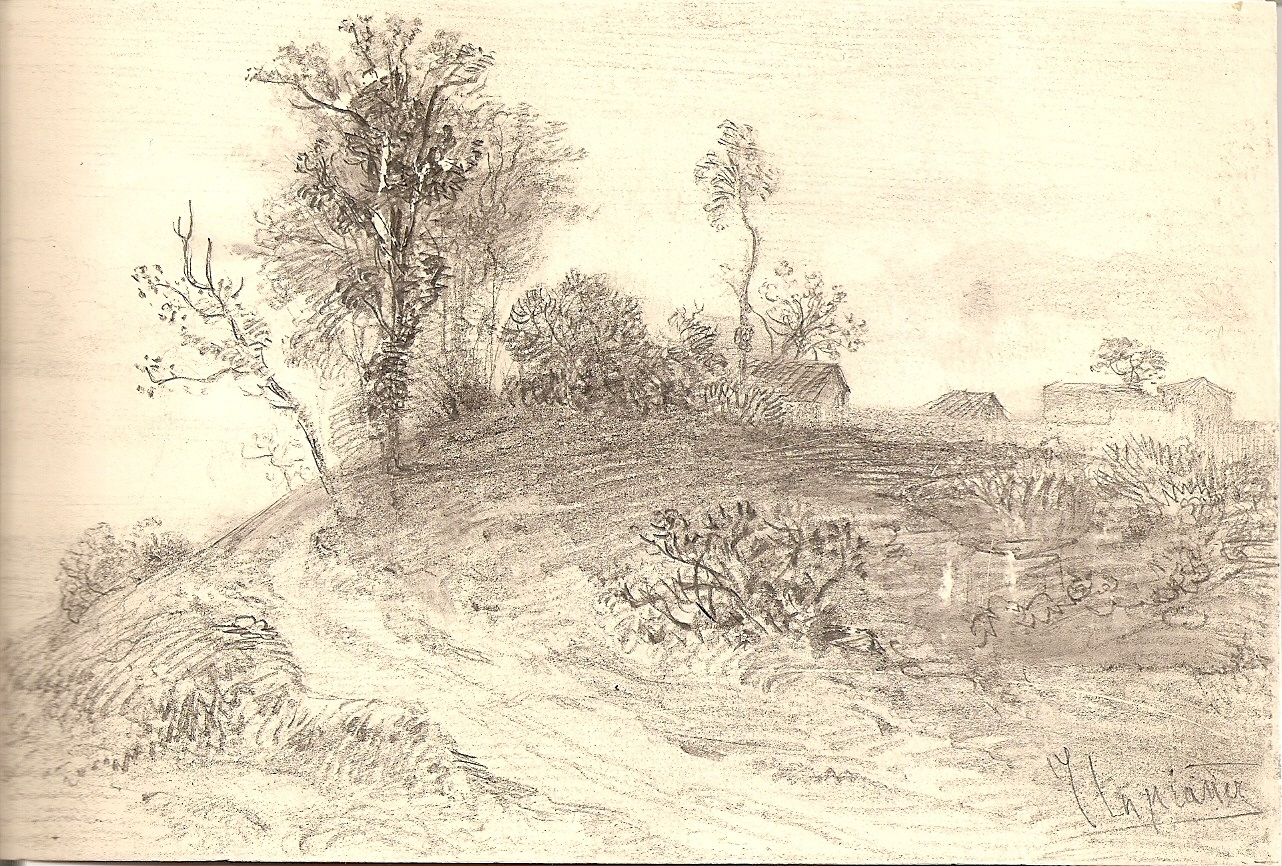
Paisaje con camino, de José Lupiáñez y Carrasco.Dibujo a lápiz 11 x 16.2 cm.

- Datos: Q61488042
- Multimedia: José Lupiáñez y Carrasco / Q61488042